# Cryptocarya austrokweichouensis
Cryptocarya austrokweichouensis är en lagerväxtart som beskrevs av X.H. Song. Cryptocarya austrokweichouensis ingår i släktet Cryptocarya och familjen lagerväxter. Inga underarter finns listade i Catalogue of Life.